# José González (chanteur)
Pour les articles homonymes, voir González et José González.
 (décembre 2023).
Si vous disposez d'ouvrages ou d'articles de référence ou si vous connaissez des sites web de qualité traitant du thème abordé ici, merci de compléter l'article en donnant les références utiles à sa vérifiabilité et en les liant à la section « Notes et références ».
José Gabriel González, né le 31 juillet 1978 à Göteborg , est un chanteur suédois. 
Sa musique est caractérisée par des mélodies calmes accompagnées uniquement à la guitare. Il est aussi notamment reconnu pour ses nombreuses collaborations avec le groupe de trip hop Zero 7. Aujourd'hui, il est considéré comme l'une des références « néo-indie-folk ». 

## Biographie
Né de parents argentins ayant fui leur pays en 1976 et s'étant installés en Suède en tant que réfugiés politiques, José González a grandi en écoutant la musique latine populaire et la pop, et avait comme référence le chanteur-compositeur cubain Silvio Rodríguez. 
Le premier groupe dans lequel il a joué était Back Against the Wall, un groupe hardcore-punk de Göteborg influencé notamment par Black Flag, The Misfits et les Dead Kennedys. De 1993 à 1998, il a joué en tant que bassiste dans un autre groupe hardcore : Renascence. Peu après, de 1997 à 1998 José a joué de la guitare avec le groupe de rock Only if You Call Me Jonathan.
Son premier album Veneer sort en 2003, mais ne rencontre pas vraiment de succès[réf. nécessaire]. Par la suite, son album ressort au Royaume-Uni le 25 avril 2005, et aux États-Unis le 6 septembre 2005. L'album a été fait alors que González étudiait durant son PhD (doctorat de biochimie) à l'Université de Göteborg, qu'il ne terminera pas en raison d'un manque de temps à cause de l'explosion de sa carrière.
En 2005, un de ses titres Heartbeats, reprise du groupe suédois The Knife est utilisé dans une publicité pour Sony Bravia, dans laquelle on voit une multitude de balles multicolores descendre les rues de San Francisco. Son second album, In Our Nature, est sorti dans le monde entier le 22 septembre 2007.
José González participe également au groupe Junip avec lequel il sortira un premier EP en 2005 Black Refuge EP puis un second en 2010 nommé Rope and Summit EP. Le premier album Fields est également sorti en 2010. 
Son titre Far Away, qui figure dans le jeu vidéo Red Dead Redemption, a reçu lors des Video Games Awards en 2010 le prix de la meilleure bande originale pour un jeu vidéo. Le titre "Crosses" figure sur la bande originale du jeu vidéo Life Is Strange.

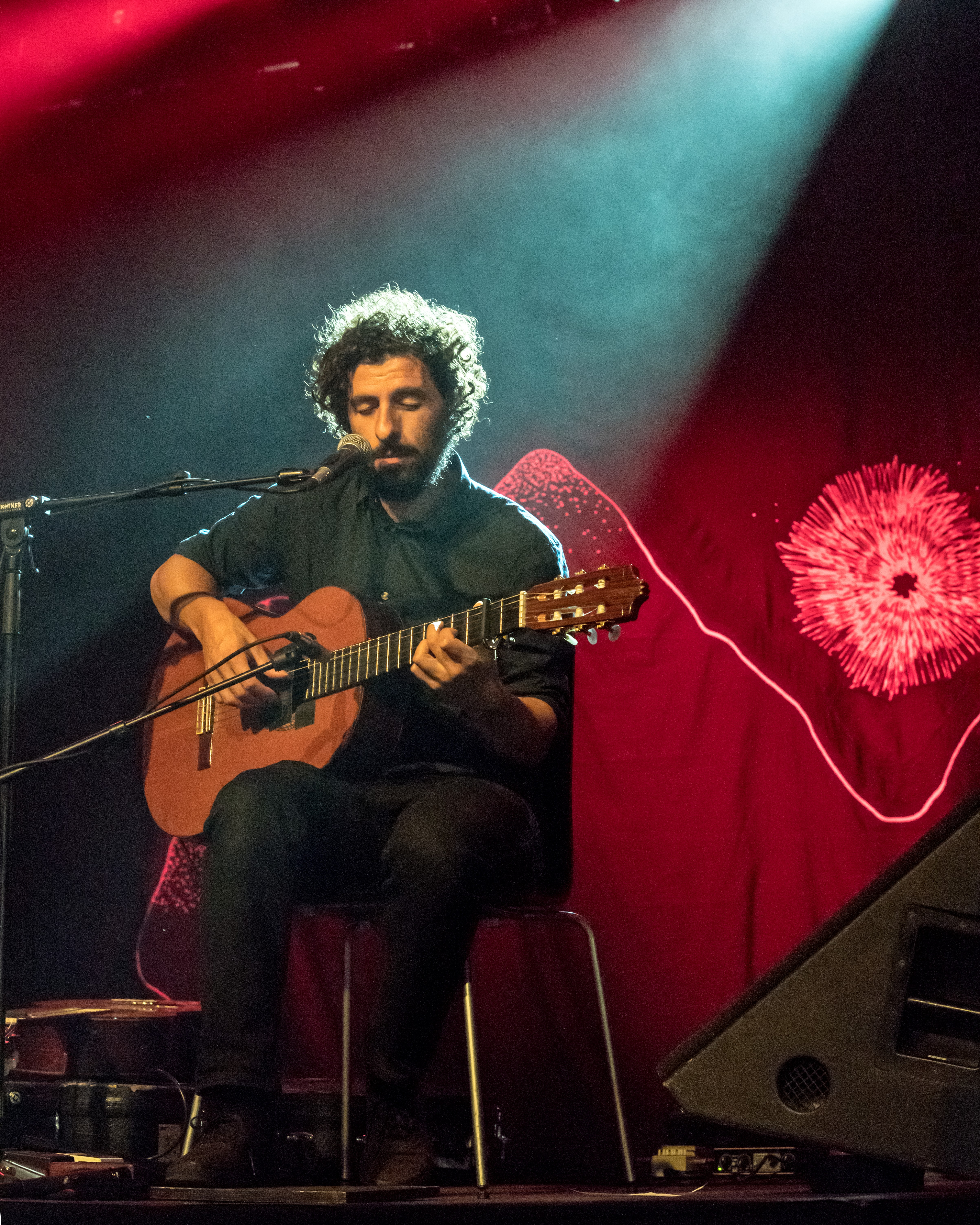
José González au Zelt-Musik-Festival à Fribourg-en-Brisgau (Allemagne) en 2017.

Le dernier album de José González, Vestiges & Claws, est sorti en 2015. Succès critique et commercial il a reçu un IMPALA Silver Sales Awards et le IMPALA Album of the Year Award.

## Apparitions
José González a participé à de nombreux programmes télévisés, notamment Late Night with Conan O'Brien (28 septembre 2008 et 29 mars 2006), Jimmy Kimmel Live (12 octobre 2007), à la BBC au Later... with Jools Holland (9 juin 2006), Last Call with Carson Daly (21 juin 2006), sur Seven Network à l'émission Sunrise (en) (15 août 2007) et au MTV Live (5 décembre 2007).
Le titre Crosses tiré de l'album Veneer, apparaît dans l'épisode 2 de la série vidéo-ludique Life Is Strange, dans le dernier épisode de Newport Beach (The O.C.), et également dans une bande annonce pour le programme BBC Four. Également sur l'album Veneer, Stay in the Shade a été diffusé dans Newport Beach (The O.C.), au milieu de la saison trois, dans l'épisode The Pot Stirrer. Sa musique a également été utilisée dans Friday Night Lights (12 décembre 2006).
Sa version de Heartbeats a été utilisée pour le spot publicitaire de Sony BRAVIA où l'on aperçoit 250 000 boules colorées rebondir à San Francisco et pour l'épisode 409 de Les Frères Scott, également dans l'épisode 2 de la 7e saison de Scrubs. Sa chanson est également entendue dans l'épisode 21 dans la première saison de Brothers and Sisters, et Bones épisode 16 de la saison 4, Salt in the Wounds. Plus récemment, la chanson était dans un épisode de la télévision britannique Sun, Sea and A+E.
Gone, un film de 2007 mis en scène par by Ringan Ledwidge, inclut le titre Lovestain, de l'album Veneer.
La musique de son dernier album est également reprise dans plusieurs séries télévisées. Le 19 mai 2008, sa version de Teardrop du groupe Massive Attack est utilisée dans le dernier épisode de la quatrième saison de Docteur House intitulé … Dans le cœur de Wilson. Le 24 avril, Teardrop est à nouveau utilisée dans un épisode de la cinquième saison de Numb3rs intitulé Le cinquième homme. La chanson est également entendue à la fin de Friday Night Lights dans l'épisode Une sorte de retour de la saison 4.
José González a participé à la bande son du film La Vie rêvée de Walter Mitty de Ben Stiller avec trois musiques dont Stay Alive, Step out et 9 dream.

## Discographie

### Albums studio
- 2003 : Veneer
- 2007 : In Our Nature
- 2015 : Vestiges & Claws
- 2021 : Local Valley

### Albums live
- 2008 : Live at Park Ave - 01 March 2008.

### Singles
- 2004 : Hand on Your Heart
- 2006 : Heartbeats
- 2006 : Crosses
- 2007 : Down the Line
- 2007 : Killing for Love
- 2007 : Teardrop

### EP
- 2003 : Crosses EP
- 2004 : Remain EP
- 2004 : Stay in the Shade EP
- 2005 : Australian Tour EP
- 2008 : In Our Nature: Remix EP

### Collaborations
- 2006 : 4 morceaux sur l'album The Garden (en) de Zero 7
- 2006 : sur l'album The Acoustic Album (une sélection des meilleures chansons acoustiques entendues sur Virgin Radio ) - Heartbeats
- 2007 : Chillout Sessions 10, Ministry of Sound - « Down the Line »
- 2008 : Chillout Sessions XI, Ministry of Sound - « Teardrop »
- 2009 : sur l'album Dark Was the Night en collaboration avec The Books sur « Cello Song »
- 2010 : bande-son du jeu Red Dead Redemption (Rockstar Games) - « Far Away »
- 2013 : bande originale du film La Vie rêvée de Walter Mitty, titre final
- 2016 : bande-son du jeu Life Is Strange en édition limitée (Square Enix) avec « Crosses » de l'album Veneer